# Stragholz
Stragholz, früher auch Strachelhausen, Strachhausen genannt,  war ein Wohnplatz in Oberodenthal in der heutigen Gemeinde Odenthal  im Rheinisch-Bergischen Kreis.

## Lage und Beschreibung
Stragholz lag nördlich von Hüttchen oberhalb der Straße Am Stragholzer Kreuz. Von der Bebauung ist nichts mehr vorhanden, heute ist dort eine Weide.

## Geschichte
Aus einer Steuerliste des bergischen Amtes Porz ist bekannt, dass das Gut zu Strachhausen, modo Schwartzschen 1586 zur Honschaft Breidtbach gehörte.  Es gehörte zum Hofgericht zum Holtz. Die Topographia Ducatus Montani des Erich Philipp Ploennies, Blatt Amt Miselohe, belegt, dass der Wohnplatz 1715 als Hof kategorisiert wurde und mit Strachholts bezeichnet wurde. Carl Friedrich von Wiebeking benennt die Hofschaft auf seiner Charte des Herzogthums Berg 1789 als Stragholz. Aus ihr geht hervor, dass Stragholz zu dieser Zeit Teil von Oberodenthal in der Herrschaft Odenthal war. Aus der Landesbeschreibung von 1791 ergibt sich, dass Stragholz zu dieser Zeit in geistlichem Besitz war.
Unter der französischen Verwaltung zwischen 1806 und 1813 wurde die Herrschaft aufgelöst und Stragholz wurde politisch der Mairie Odenthal im Kanton Bensberg zugeordnet. 1816 wandelten die Preußen die Mairie zur Bürgermeisterei Odenthal im Kreis Mülheim am Rhein.
Der Ort ist auf der Topographischen Aufnahme der Rheinlande von 1824, auf der Preußischen Uraufnahme von 1840 und auf der Preußischen Neuaufnahme von 1892 als Stragholz verzeichnet. Auf dem Messtischblatt von 1909 sind die Gebäude und der Weg noch verzeichnet, auf dem von 1927 nicht mehr. Er gehörte zur katholischen Pfarre Odenthal und zur evangelischen Gemeinde Altenberg.
| Jahr | Einwohner | Wohn- gebäude | Kategorie  |
| ---- | --------- | ------------- | ---------- |
| 1822 | 12        |               | Ackergüter |
| 1830 | 20        |               | Ackergut   |
| 1845 | 14        | 2             | Ackergüter |
| 1871 | 17        | 3             | Güter      |
| 1885 | 20        | 4             | Ortschaft  |
| 1895 | 14        | 3             | Ortschaft  |
| 1905 | 8         | 3             | Ortschaft  |